# Demorfologizzazione
In linguistica, la demorfologizzazione è un processo per cui i morfemi, nel corso della loro evoluzione a causa della grammaticalizzazione, arrivano a perdere il loro significato. Ciò può inoltre indurre a mutamenti fonetici delle parole interessate dalla demorfologizzazione, oppure allo sviluppo di nuovi segmenti fonetici non analizzabili morfologicamente (fonogenesi).

## Esempio
Un esempio è l'aggettivo inglese sooth ("vero"): probabilmente esso deriva da una forma originaria di participio presente, costituita dalla forma a grado zero s del verbo "essere" nel protoindoeuropeo e dalla desinenza -ont- di participio presente. In seguito alla demorfologizzazione, la radice e la desinenza non sono più identificabili su basi sincroniche. In altre parole, il significato originario dei morfemi diventa sempre più generale, fino alla perdita del significato originario e alla sopravvivenza unicamente come stringhe fonetiche all'interno delle parole.